# Eloy Torres (político ecuatoriano)
Nelson Eloy Torres Guzmán (Saraguro, 15 de agosto de 1927 - Quito, 11 de junio de 2020) fue un abogado y político ecuatoriano que ocupó la alcaldía de Loja entre 1978 y 1983.

## Biografía
Nació el 15 de agosto de 1927 en Saraguro, provincia de Loja. Realizó sus estudios secundarios en el colegio La Dolorosa de Loja y los superiores en la Universidad Nacional de Loja, donde obtuvo el título de abogado.
Se desempeñó como prefecto provincial de Loja entre 1974 y 1978. En las elecciones seccionales de 1978 fue elegido alcalde de Loja, ocupando el cargo hasta 1983. Durante su administración se construyó el Mercado Gran Colombia, también conocido como Mercado Mayorista.
En las elecciones legislativas de 1984 fue elegido diputado nacional en representación de la provincia de Loja por el Partido Conservador Ecuatoriano. En las elecciones legislativas de 1988 fue elegido para un nuevo periodo como diputado por Loja, esta vez por el Partido Social Cristiano.
Años después se desempeñó como magistrado del Tribunal de lo Contensioso Administrativo.
El 19 de septiembre de 2016 fue condecorado en un acto público por su trabajo a favor de la provincia de Loja por el prefecto Rafael Dávila Egüez.